# Festuca glaucispicula
Festuca glaucispicula är en gräsart som beskrevs av Markgr.-dann. Festuca glaucispicula ingår i släktet svinglar, och familjen gräs. Inga underarter finns listade i Catalogue of Life.